# استان آنکارا
استان آنکارا یکی از استان‌های ترکیه است که مرکز آن شهر آنکارا است.
استان آنکارا در دشت‌های بزرگ آناتولی مرکزی واقع شده که جنگل‌های کوهستانی در شمال آن و دشت خشک قونیه در سمت جنوب آن قرار دارد.
دشت آنکارا توسط رودخانه‌های قیزیل‌ایرماق (Kızılırmak) و ساکاریا و شاخه‌های آن‌ها آبیاری می‌شود.
۵۰ ٪ از زمین‌های این استان برای کشاورزی کاربرد دارد، ۲۸ درصد جنگل است و ۱۰ ٪ دیگر چراگاه دام‌ها است.
بخشی از دریاچه نمک بزرگ، توز گولو در این استان قرار گرفته‌است. بلندترین نقطه استان کوه ایشیک‌داغی (Işık Dağı) با ۲٫۰۱۵ متر ارتفاع است.
آب و هوای آن گرم و خشک است در تابستان، و سرد و برفی در زمستان است. شمال استان مرطوب‌تر و جنوب آن خشک‌تر است.

## شهرستان‌ها
- آک‌یورت (Akyurt)
- التینداگ (Altındağ)
- عایاش، آنکارا (Ayaş)
- بالا (Bala)
- بی‌پازاری (Beypazarı)
- چاملی‌دره (Çamlıdere)
- چانکایا (Çankaya)
- چوبوک (Çubuk)
- ایلماداگ (Elmadağ)
- اتیمسگوت (Etimesgut)
- اورن (Evren)
- گلباسی، آنکارا (Gölbaşı)
- گودول (Güdül)
- هیمنه
- کاله‌جیک (قلعه‌جیق Kalecik)
- کازان (Kazan)
- کچی‌اورن (Keçiören)
- قزلچه‌حمام (Kızılcahamam)
- ماماک (Mamak)
- ناللی‌حان (نعل‌لی‌خان Nallıhan)
- پولاتلی (Polatlı)
- پورسکلر، آنکارا (Pursaklar, Ankara)

محل استان آنکارا در نقشهٔ ترکیه.

- سینجان (Sincan)
- ینی‌محله (Yenimahalle)
- شرفلی قوچ‌حصار (Şereflikoçhisar)
- یونیس (unus)